# Моро, Жан-Мишель
Жан-Мишель Моро, прозванный Младшим, или Моро ле Жон (фр. Jean-Michel Moreau, Moreau le Jeune — Моро Младший; 26 марта 1741, Париж — 30 ноября 1814, Париж) — французский рисовальщик и гравёр стиля рококо, самый известный и наиболее типичный мастер французской книжной иллюстрации XVIII века. Младший брат живописца-пейзажиста Луи-Габриэля Моро Старшего.

## Биография
Жан-Мишель Моро был сыном парикмахера, сначала хотел посвятить себя живописи, но в конце концов выбрал более доходное ремесло рисовальщика и гравёра. Он стал учеником Луи-Жозефа Ле Лоррена и сопровождал учителя в 1758 году в Санкт-Петербург, где тот по приглашению И. И. Шувалова стал первым директором Императорской Академии художеств. Моро начал преподавать в Академии рисунок, но в следующем году Ле Лоррен умер и Моро вернулся в Париж. Учился гравированию у Жака-Филиппа Леба, работавшего по заказам знаменитого банкира, коллекционера и мецената Пьера Кроза.
В Париже Моро пользовался покровительством графа де Келюса. Для Энциклопедии Дидро и Д’Аламбера Моро предоставил гравёрам рисунки, иллюстрирующие разные ремёсла и технологические процессы. Моро гравировал по картинам Ф. Буше и Ж.-Б. Грёза.
В 1765 году Моро женился на Франсуазе-Николь Пино, дочери Франсуа Пино, мастера-скульптора, и Жанны-Мари Про, чьим отцом был Пьер Про, патриарх семьи издателей короля (privilègiés du Roi). В 1770 году Моро сменил Шарля-Николя Кошена Младшего в должности «рисовальщика малых королевских празднеств» (Dessinateur des Menus Plaisirs du Roi). В 1781 году получил должность рисовальщика и гравёра Королевского кабинета (Dessinateur et Graveur du Cabinet du Roi), что принесло ему ежегодную пенсию и право проживания во дворце Лувра.
В 1778 году Моро стал членом масонской ложи «Девять сестёр» (Les Neuf Sœurs), основанной двумя годами ранее астрономом Жеромом Лаландом.
Вначале Моро занимался репродукционной гравюрой резцом и офортом. В 1785 году путешествовал по Италии. По возвращении из шестимесячной поездки в Рим Жан-Мишель Моро придал своей манере более классичный характер, который контрастировал с несколько манерным стилем его предшественников. В 1788 году он был принят в Королевскую Академию живописи и скульптуры.
В период французской революции, в 1793 году Жана-Мишеля Моро назначили членом временной революционной комиссии по искусству, в 1797 году он стал профессором Парижского центрального училища изящных искусств. При реставрации Бурбонов в 1814 году Моро сохранил своё положение и даже получил должность рисовальщика короля.
Дочь Моро вышла замуж за художника Карла Верне, сына Клода Жозефа Верне. Забытый в XIX столетии Моро Младший был выведен из небытия знатоками искусства XVIII века братьями Эдмоном и Жюлем де Гонкурами.

## Творчество
Из двух тысяч листов графического наследия этого мастера полторы тысячи относятся к книжным иллюстрациям. В 1760-х годах Моро создавал рисунки для гравюр изданий графа де Келюса «Собрание египетских, этрусских, греческих, римских и галльских древностей» (Recueil d’antiquités ègyptiennes, etrusques, grecques, romaines et gauloises, 1752—1767) и «Собрание старинных картин, точно подражающих цветам и линиям» (Recueil des peintures antiques, imitées fidè lement poor les couleurs et pour le trait" (1757), а также рисунки для сборника «Песни» придворного поэта и музыканта Людовика XV Лаборда (1773), сочинений Руссо (1773—1782), собрания сочинений Вольтера (1784—1789), басен Лафонтена (1795), сочинений Мольера (1773—1778), Метаморфозам Овидия (1789), и другим изданиям.
Самыми известными произведениями Моро Младшего являются двадцать четыре иллюстрации, изображающие костюмы и интерьеры, модные в последние годы «Старого режима» (Ancien Régime), спонсируемые страсбургским финансистом и гравёром-любителем Жаном-Анри Эбертом "Сюита гравюр по истории обычаев Франции XVIII века (Suite d’estampes pour servi à l’histoire des mœurs des François au XVIIIe siècle, 1776, 1777) и двенадцать других в "Третьей сюите гравюр по истории нравов и костюма… (Troisième Suite d'éstampes pour servir a l’Histoire des Moeurs et du Costume…, 1783, 1783), изданной Л.-Ф. Про. Эти сборники под сокращённым названием «Памятник костюму» (Monument du costume physique et morale) многократно переиздавали в различных форматах, включая сборник 1789 года на текст Ретифа де ла Бретонна.
Это сборники больших офортов, представляющих отдельные сцены из жизни придворного общества с небольшими пояснительными текстами. По примеру творчества Антуана Ватто эти произведения можно отнести к жанру «галантных сцен», а точность в изображении костюмов и деталей обстановки сделали их важным иконографическим источником для художников-модельеров, театральных декораторов и историков искусства XVIII века.
Значение иллюстраций Моро огромно. Историки искусства считают, что посредственные «Песни» Лаборда обязаны своим успехом именно изящным иллюстрациям Моро. К сочинениям Мольера художник выполнил тридцать три рисунка, на одной из иллюстраций он изобразил себя в образе художника-портретиста. Моро создавал оригинальные композиции на темы развлечений Людовика XV и мадам Дюбарри, позднее — Людовика XVI и Марии-Антуанетты. Моро также рисовал с натуры портреты членов королевской семьи углём, мелом и пастелью. По его рисункам работали другие гравёры. В стиле рисунков и гравюр Жана-Мишеля Моро воплотилось изящество и обаяние стиля рококо. После путешествия в Италию в 1785 году его стиль изменился в сторону неоклассицизма, однако принято считать, что этот период в его творчестве менее удачен. Как бы то ни было, Моро остался в истории художником стиля рококо.

## Галерея

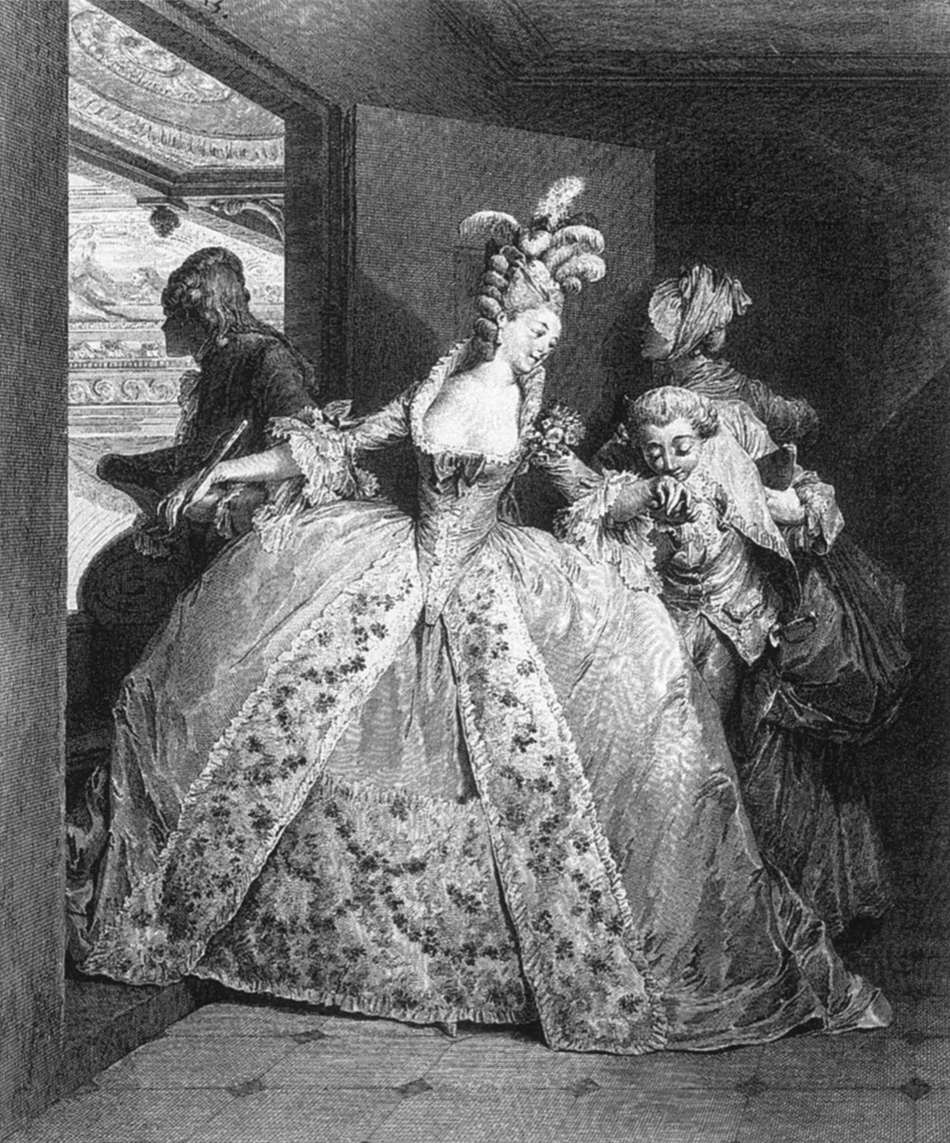
Николя де Лоне. Прощание. 1777. По рисунку Ж.-М. Моро. Офорт, резец
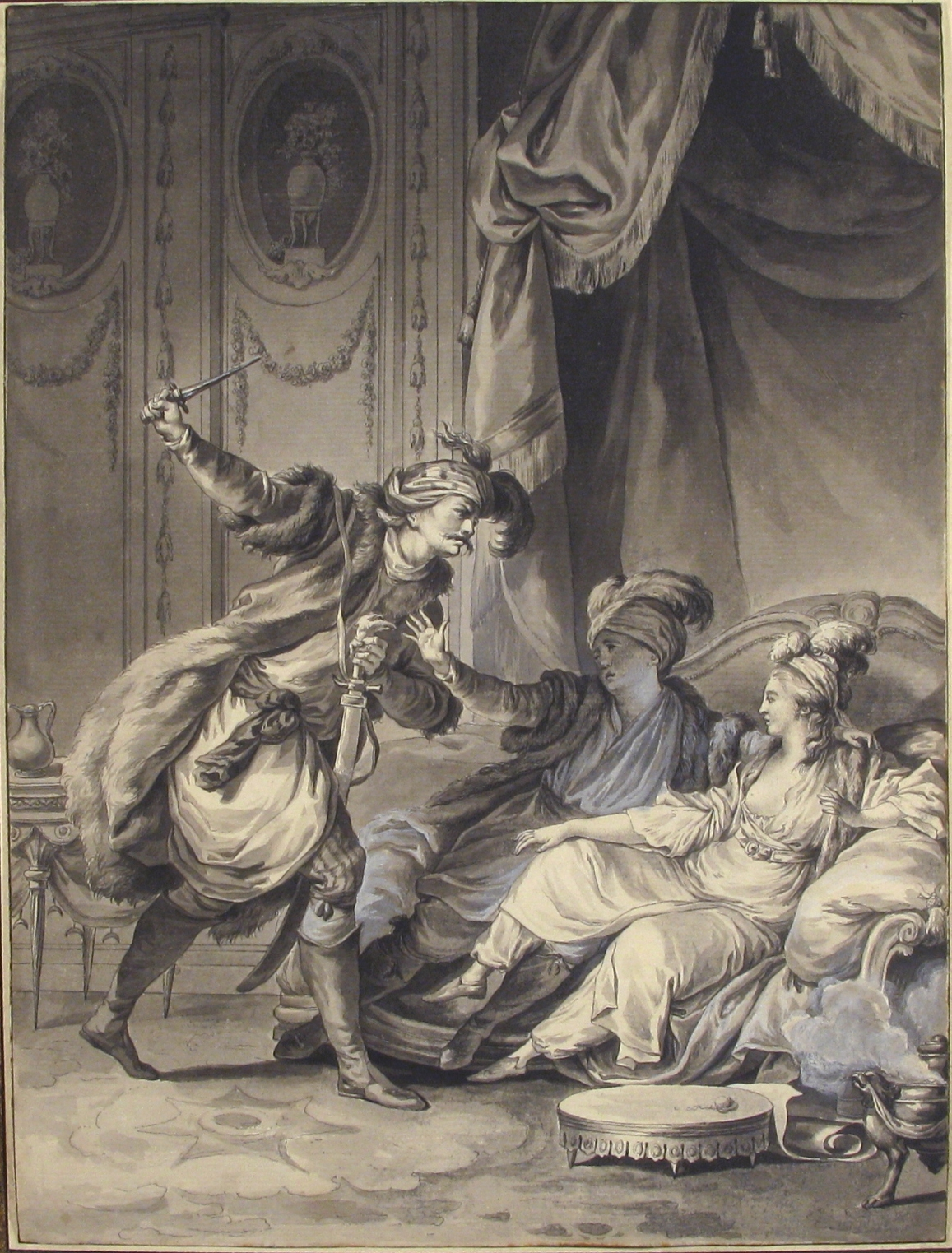
«Пока они там были, пришёл дядя». Ок. 1778. Бумага, тушь, гуашь, перо, кисть. Метрополитен-музей, Нью-Йорк
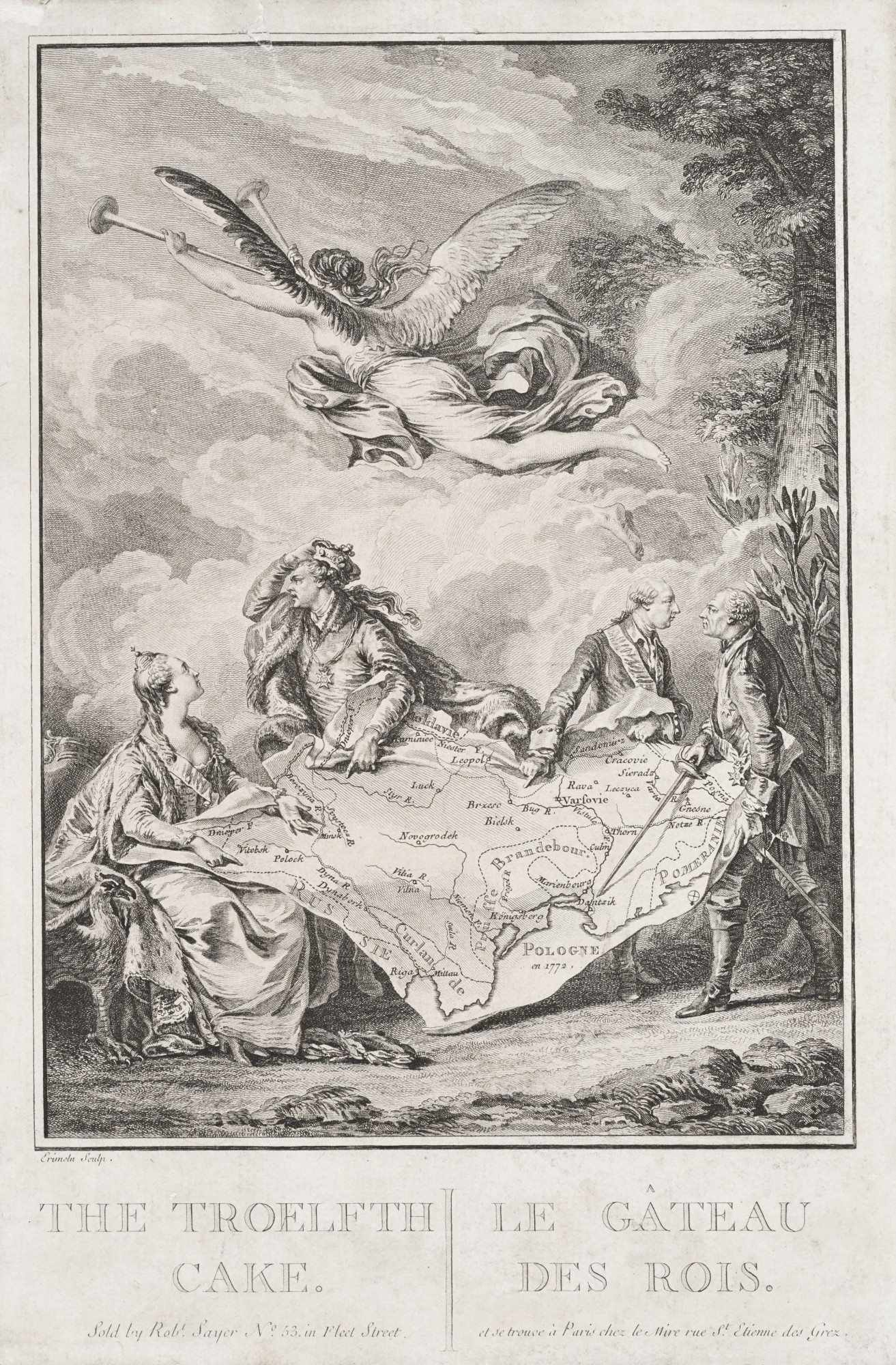
Королевский торт. Аллегория Первого раздела Польши. 1773. Офорт по рисунку Ж.-М. Моро
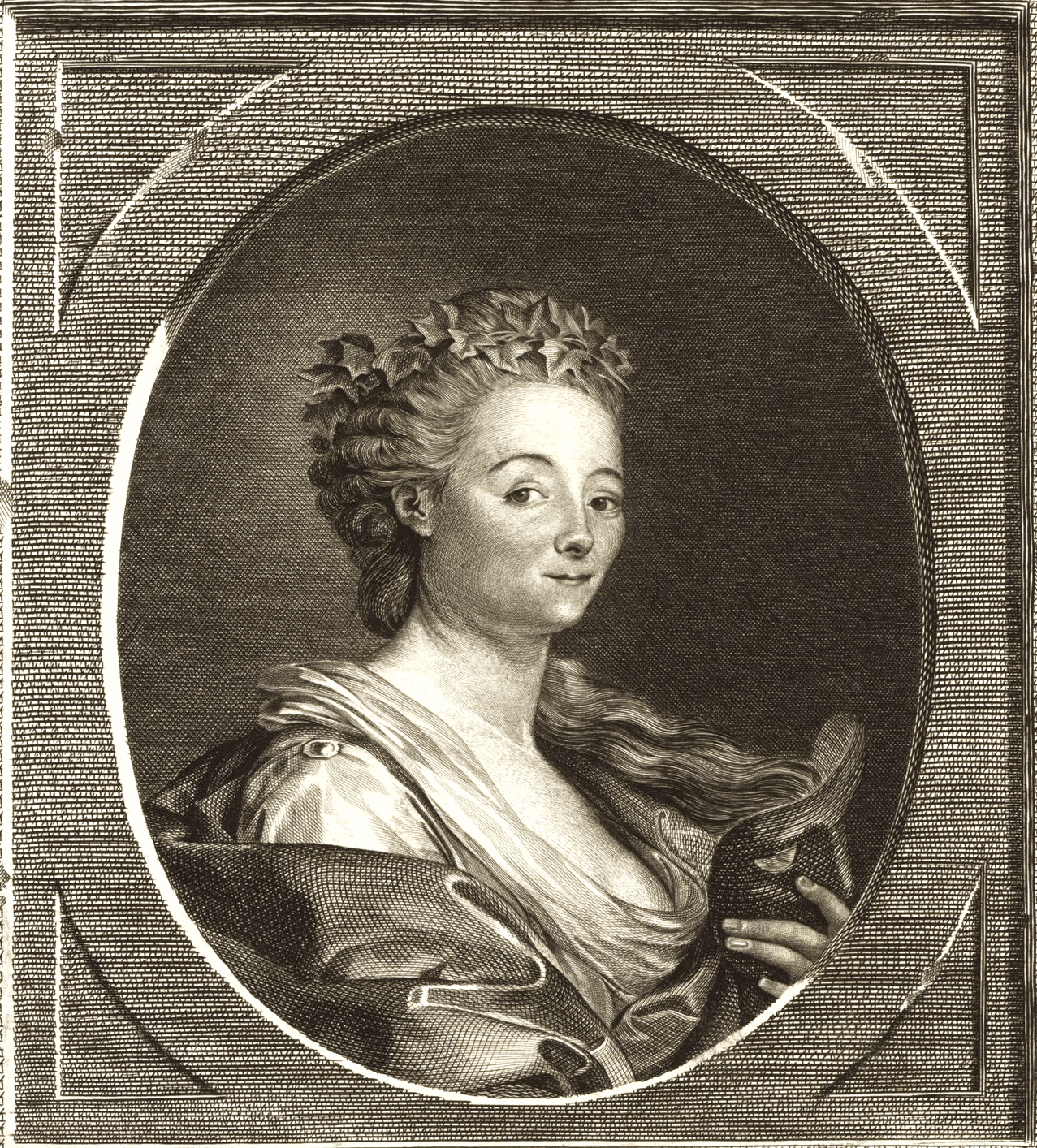
Портрет актрисы Александрины Фанье. Ок. 1773. Офорт по рисунку Ж.-М. Моро
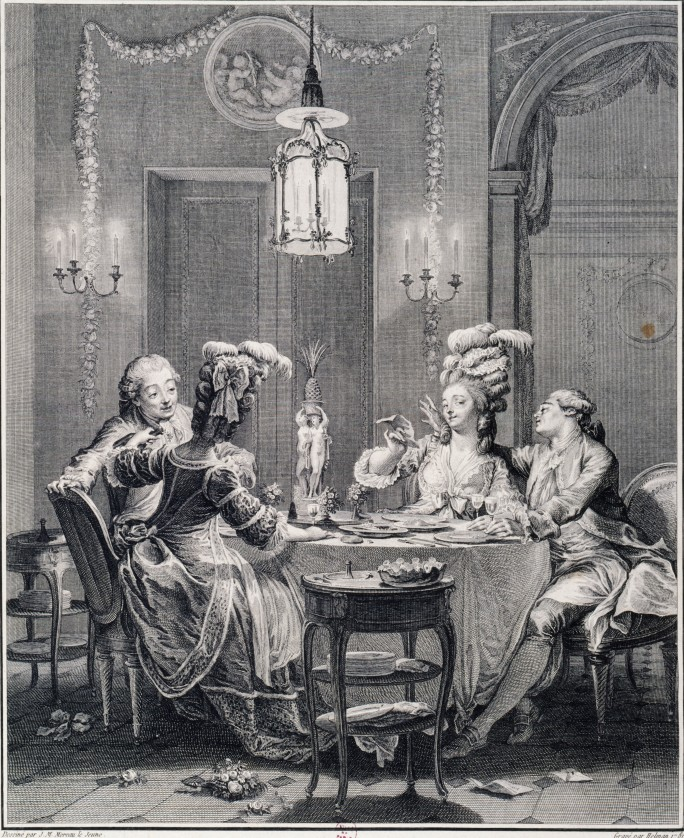
Поздний ужин. 1780. Офорт К. Моро по рисунку Ж.-М. Моро
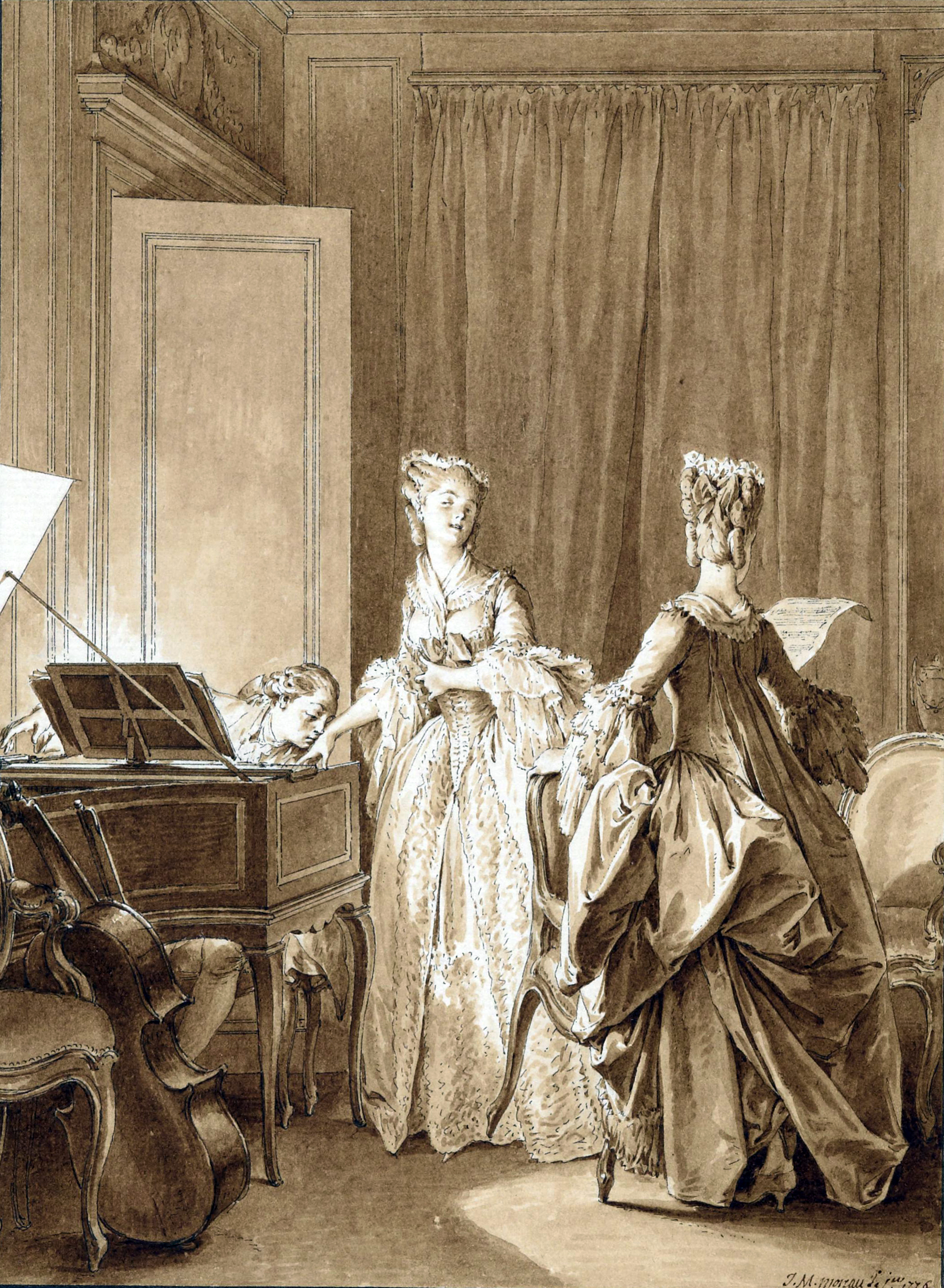
Он поцеловал твою руку. Иллюстрация к роману Ж.-Ж. Руссо «Новая Элоиза». 1776. Офорт
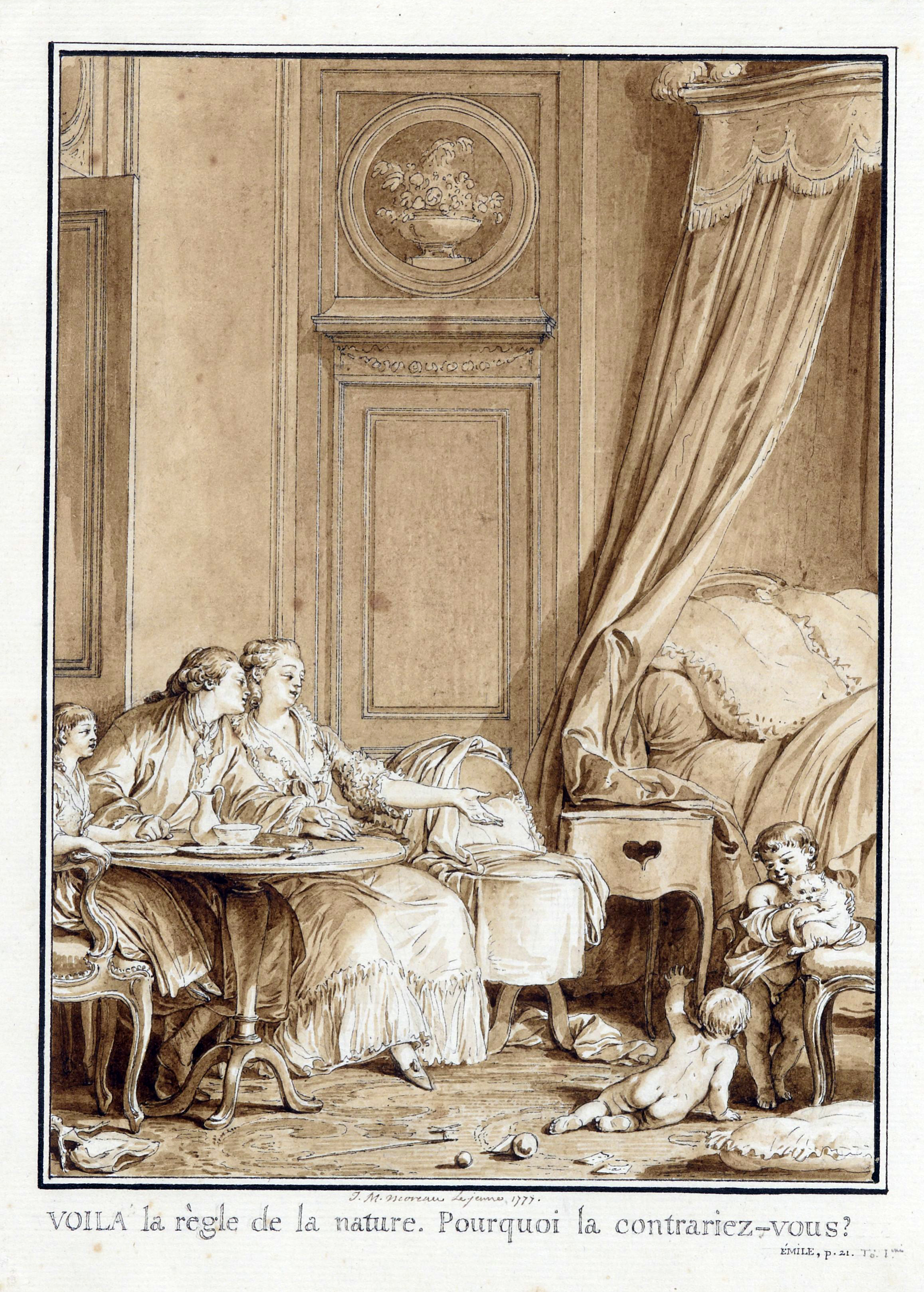
Иллюстрация к роману Ж.-Ж. Руссо «Эмиль, или О воспитании». 1777. Офорт